# Procampta
Procampta là một chi bướm ngày thuộc họ Bướm nâu.